# Königreich der Niederlande
Das Königreich der Niederlande, niederländisch Koninkrijk der Nederlanden, englisch Kingdom of the Netherlands, friesisch Keninkryk fan de Nederlannen, Papiamentu Reino Hulandes, ist ein Staat, der aus den Niederlanden und mehreren Inseln in der Karibik besteht. Der Name ist einerseits der formelle Staatsname der Niederlande, andererseits bezeichnet er die politische Konstruktion, mit der die Niederlande ihre Beziehungen zu den Inseln in der Karibik regeln, die zu den Niederlanden gehören.

## Zusammensetzung
Das Gesamtgebilde ist in vier Teile gegliedert, die „Länder“ (niederländisch landen) genannt werden. Jedes der vier zum Königreich gehörenden Länder ist autonom und hat eine eigene Regierung. Gemeinsame Aufgaben des Königreichs bestehen vor allem in der Außen- und Sicherheitspolitik sowie in Angelegenheiten der Staatsangehörigkeit.
Die vier Länder sind:
- die Niederlande mit ihren zwölf europäischen Provinzen und (seit 2010) den drei karibischen Inseln Bonaire, Sint Eustatius und Saba;
- Aruba, Land in der Karibik;
- Curaçao, Land in der Karibik;
- Sint Maarten, Land in der Karibik.

Die drei Karibik-Inseln, die zum Land Niederlande gehören, sind „besondere Gemeinden“, die zu keiner Provinz gehören. Man nennt sie nach den Anfangsbuchstaben auch BES-eilanden, d. h. BES-Inseln. Ein anderer Ausdruck ist „Karibische Niederlande“ (als Gegenstück zu: „Europäische Niederlande“). Der Ausdruck „Niederländische Karibik“ hingegen steht für alle sechs Inseln, also auch die drei karibischen Länder.
Das heutige Königreich ist aus dem Kolonialreich der Niederlande entstanden. Nach der Unabhängigkeit Indonesiens 1945/1949 umfasste dieses noch Suriname in Südamerika sowie die karibischen Inseln, die als Niederländische Antillen zusammengefasst waren. Suriname wurde 1975 unabhängig, während die Antillen im Jahr 2010 aufgelöst wurden; Aruba war schon seit 1986 eigenständig.
Die rechtliche Grundlage für das Königreich sind die Verfassung der Niederlande sowie seit 1954 das Statuut voor het Koninkrijk der Nederlanden. Letzteres regelt die Beziehungen zwischen den vier Ländern und die gemeinsame Beschlussfassung. Die drei Länder in der Karibik haben außerdem ihre eigenen Verfassungen, die in allen drei Ländern Staatsregeling heißen.
Das Königreich hat als gemeinsames Organ den Rijksministerraad. Dabei handelt es sich um das niederländische Kabinett, das um Vertreter aus den anderen drei Ländern erweitert wird. Gemeinsame Gesetze werden vom niederländischen Parlament nach Anhörung karibischer Vertreter beschlossen. Staatsoberhaupt des Königreichs und jedes einzelnen Landes ist der König der Niederlande.
Das europäische Land der Niederlande sieht sich als einen dezentralisierten Einheitsstaat, weil Regierungsaufgaben an untere Ebenen (wie die Provinzen) übertragen worden sind. Für das Königreich als Konstruktion aus vier Ländern gibt es keine allgemein akzeptierte Einordnung. Verfassungshistoriker Tijn Kortmann nannte das Königreich eine „Föderation sehr eigener Art“.

## Geschichte

### Vorgeschichte und Statuut 1954
Seit dem 17. Jahrhundert besaßen die Niederlande Kolonien in anderen Erdteilen. Nach dem Zweiten Weltkrieg fand eine schnelle Dekolonisation der meisten dieser Gebiete statt. Unter dem politischen Druck der Vereinten Nationen und der Vereinigten Staaten entließen die Niederlande das Land Indonesien in die Souveränität als eigener Staat. Bis 1954 bestand noch eine lose Niederländisch-Indonesische Union, die jedoch am Streit um Niederländisch-Neuguinea zerbrach. Neuguinea blieb noch einige Jahre unter niederländischer Verwaltung. Suriname und die Niederländischen Antillen blieben ebenso niederländisch.
Mit den Niederländischen Antillen und Suriname war es möglich, eine Übereinkunft über eine neue Konstruktion des Königreiches zu erreichen. Hierbei wurden Autonomie und Gleichberechtigung für die überseeischen Gebietsteile garantiert. Im Jahr 1954 wurden die Beziehungen zwischen den Niederlanden, Suriname, den Niederländischen Antillen und Neuguinea durch das Inkrafttreten der Charta des Königreichs der Niederlande geregelt. Suriname und die Niederländischen Antillen wurden Länder des Königreiches und erhielten innere Autonomie.
Im Jahr 1962 kam Niederländisch-Neuguinea unter Verwaltung der Vereinten Nationen und wurde 1963 Indonesien übergeben. Suriname trat am 25. November 1975 aus dem Königreich aus und wurde eine unabhängige Republik. Ab diesem Zeitpunkt bestand das Königreich der Niederlande nur noch aus zwei Ländern.
1986 bekam Aruba, bis dato ein Teil der Niederländischen Antillen, den Status eines eigenen Landes innerhalb des Königreiches. Seitdem bestand das Königreich bis 2010 aus drei Ländern. Als Aruba seinen „Status aparte“ erhielt, war im Statut des Königreiches vorgesehen, dass es 1992 aus dem Königreich ausscheiden und damit unabhängig werden sollte. Dieses Vorhaben wurde jedoch fallengelassen.
Am 10. Oktober 2010 wurde schließlich auch der Rest der Niederländischen Antillen aufgelöst, wodurch Curaçao und Sint Maarten autonome Länder innerhalb des Königreiches wurden und die Inseln Bonaire, Saba und Sint Eustatius als besondere Gemeinden zu den Niederlanden kamen.

### Reform ab 2010

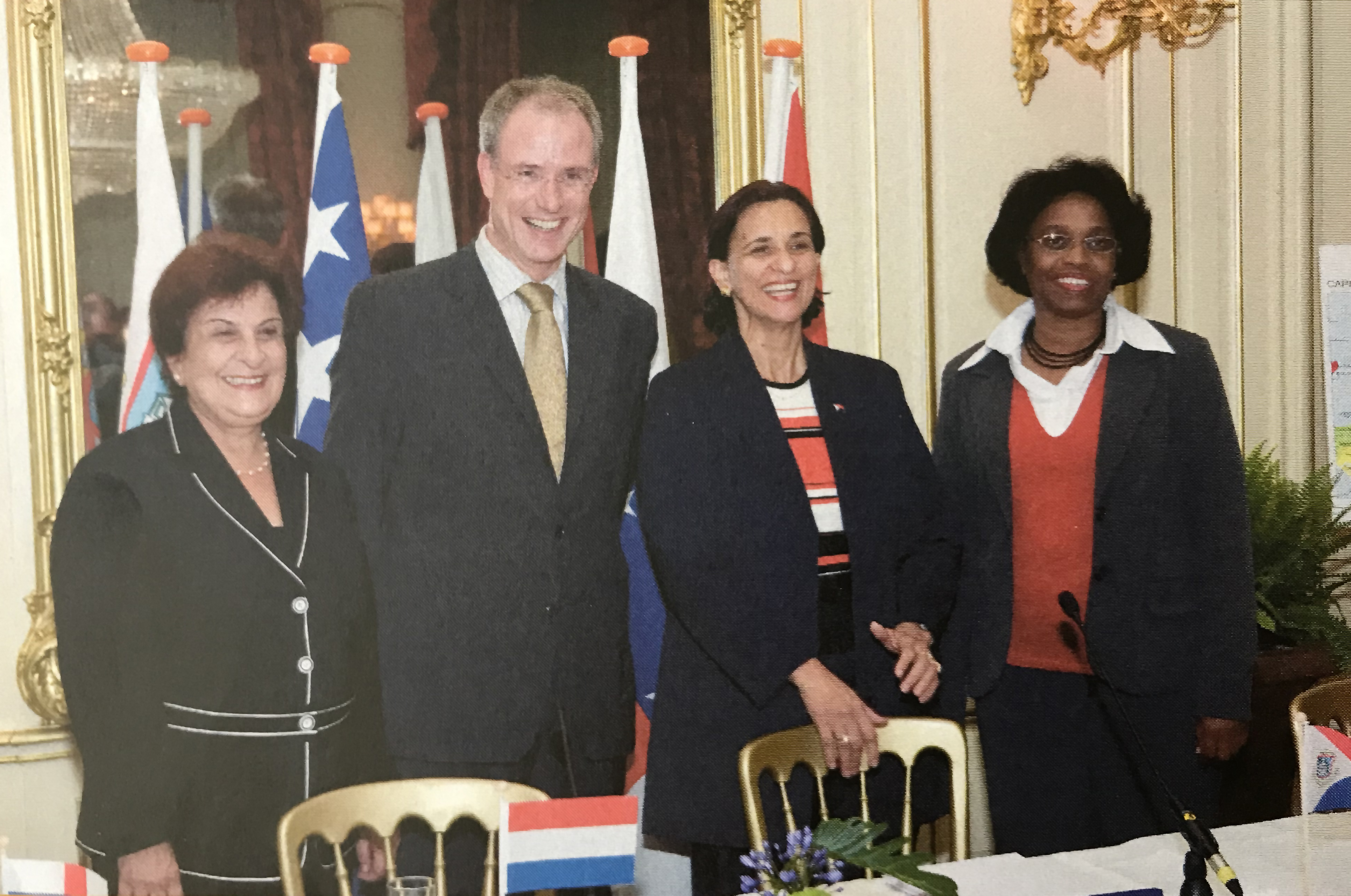
Von links nach rechts: Emily de Jongh-Elhage (Ministerpräsidentin Niederländische Antillen), Atzo Nicolai (niederländischer Außenminister), Sarah Wescot-Williams (Ministerpräsidentin von Sint Maarten) und Zita Jesus-Leito (Mitglied der Staten der Antillen), im November 2006 in Den Haag beim Abschluss der Verhandlungen

In früheren Jahren wurde das Statut des Königreiches zunehmend als nicht länger zeitgemäß empfunden. Es sollte deshalb neu gestaltet werden. Auf allen Inseln des Landes Niederländische Antillen hatten Volksbefragungen stattgefunden. Die Inselgebiete von Sint Maarten und Curaçao wollten einen Status aparte (einen Sonderstatus) wie Aruba erlangen und damit zu eigenständigen Ländern innerhalb des Königreiches werden. Die Bevölkerungen von Bonaire und Saba sprachen sich für einen Anschluss an die europäischen Niederlande aus (und würden damit EU-Bürger werden), wogegen nur noch die Bevölkerung der Insel St. Eustatius weiterhin zu den Niederländischen Antillen gehören wollte.
Am 15. Dezember 2008, dem Königreichstag, wurde während einer Runder-Tisch-Konferenz auf Curaçao ein Abkommen über die Auflösung der Niederländischen Antillen unterzeichnet. Die endgültige Umstrukturierung wurde schließlich am 10. Oktober 2010 umgesetzt und der Staatsverband der Niederländischen Antillen wurde aufgehoben. Curaçao und Sint Maarten gehören seitdem dem Königreich als neue autonome Länder an, vergleichbar mit dem Status von Aruba.
Die Inseln Bonaire, St. Eustatius und Saba erhielten einen neuen Status als „besondere Gemeinden“ (bijzondere gemeenten) innerhalb der Niederlande, ohne einer niederländischen Provinz anzugehören. Jede dieser drei Inseln hat einen Gezaghebber (einem Bürgermeister vergleichbar), ein bestuurscollege und einen eilandsraad. Man nennt diese drei Inseln gemeinsam, nach den Anfangsbuchstaben, oftmals BES-eilanden. Offiziell ist aber die Bezeichnung Karibische Niederlande (Caribisch Nederland); dies ist nicht zu verwechseln mit der Niederländischen Karibik, womit alle Inseln gemeint sind (die drei Länder sowie die BES-eilanden).
Die BES-eilanden haben zunächst die antillianischen Gesetze behalten, müssen aber nach und nach niederländische Gesetze annehmen. Das ist vor allem bei Themen wie der Ehe für Homosexuelle oder der Sterbehilfe ein Streitfall. Im Jahr 2011 hat man die niederländischen Unterrichtsgesetze übernommen, wobei allerdings z. B. die Fremdsprache Deutsch durch Spanisch ersetzt wurde. Schon seit 2008 gibt es den Rijksdienst Caribisch Nederland, der den niederländischen Staat auf diesen Inseln repräsentiert. Er untersteht dem niederländischen Ministerium für Inneres und Königreichsbeziehungen.
| Gebiet                                        | Teil des Königreichs 25. November 1975 bis 1. Januar 1986 | Teil des Königreichs 1. Januar 1986 bis 10. Oktober 2010 | Teil des Königreichs seit dem 10. Oktober 2010 |
| --------------------------------------------- | --------------------------------------------------------- | -------------------------------------------------------- | ---------------------------------------------- |
| Niederlande (europäisches Gebiet)             | Niederlande                                               | Niederlande                                              | Niederlande                                    |
| BES-Inseln (Bonaire, Sint Eustatius und Saba) | Niederländische Antillen                                  | Niederländische Antillen                                 | Niederlande                                    |
| Curaçao                                       | Niederländische Antillen                                  | Niederländische Antillen                                 | Curaçao                                        |
| Sint Maarten                                  | Niederländische Antillen                                  | Niederländische Antillen                                 | Sint Maarten                                   |
| Aruba                                         | Niederländische Antillen                                  | Aruba                                                    | Aruba                                          |

## Länder des Königreichs
Das Königreich hat eine Gesamtbevölkerung von rund 17,5 Millionen Menschen und eine Bevölkerungsdichte von ca. 407 Einwohnern pro Quadratkilometer. Im europäischen Teil liegt die Einwohnerdichte nur etwas höher mit ca. 432 Einwohnern pro Quadratkilometer.
Die europäischen Niederlande grenzen an Deutschland und Belgien. Von den karibischen Inseln hat nur Sint Maarten eine Grenze zu einem anderen Staat: Genauer gesagt liegt dieses Land auf der Insel St. Martin, auf der sich auch ein französisches Überseegebiet befindet, Saint-Martin
Geografisch teilt man die Inseln in der Karibik in zwei Gruppen ein:
- Die ABC-Inseln (Aruba, Bonaire und Curaçao) liegen vor der südamerikanischen Küste, gegenüber Venezuela. Sie gehören zu den Inseln unter dem Winde, die wiederum ein Teil der Kleinen Antillen sind.
- Die SSS-Inseln (Sint Eustatius, Saba, Sint Maarten) liegen nördlicher und gehören ebenfalls zu den Kleinen Antillen, aber zu den Inseln über dem Winde.

Die höchste Erhebung im Königreich ist der Vulkan Mount Scenery auf Saba, einem der BES-eilanden, mit 887 Metern. In den europäischen Niederlanden ist der Vaalserberg (323 Meter) am höchsten.
Im gesamten Königreich ist Niederländisch Amtssprache. In der Karibik wird oftmals Papiamentu (auch: Papiamento) gesprochen. Das ist eine Kreolsprache, die aus dem Spanischen, Portugiesischen, Niederländischen und anderen Einflüssen entstanden ist.

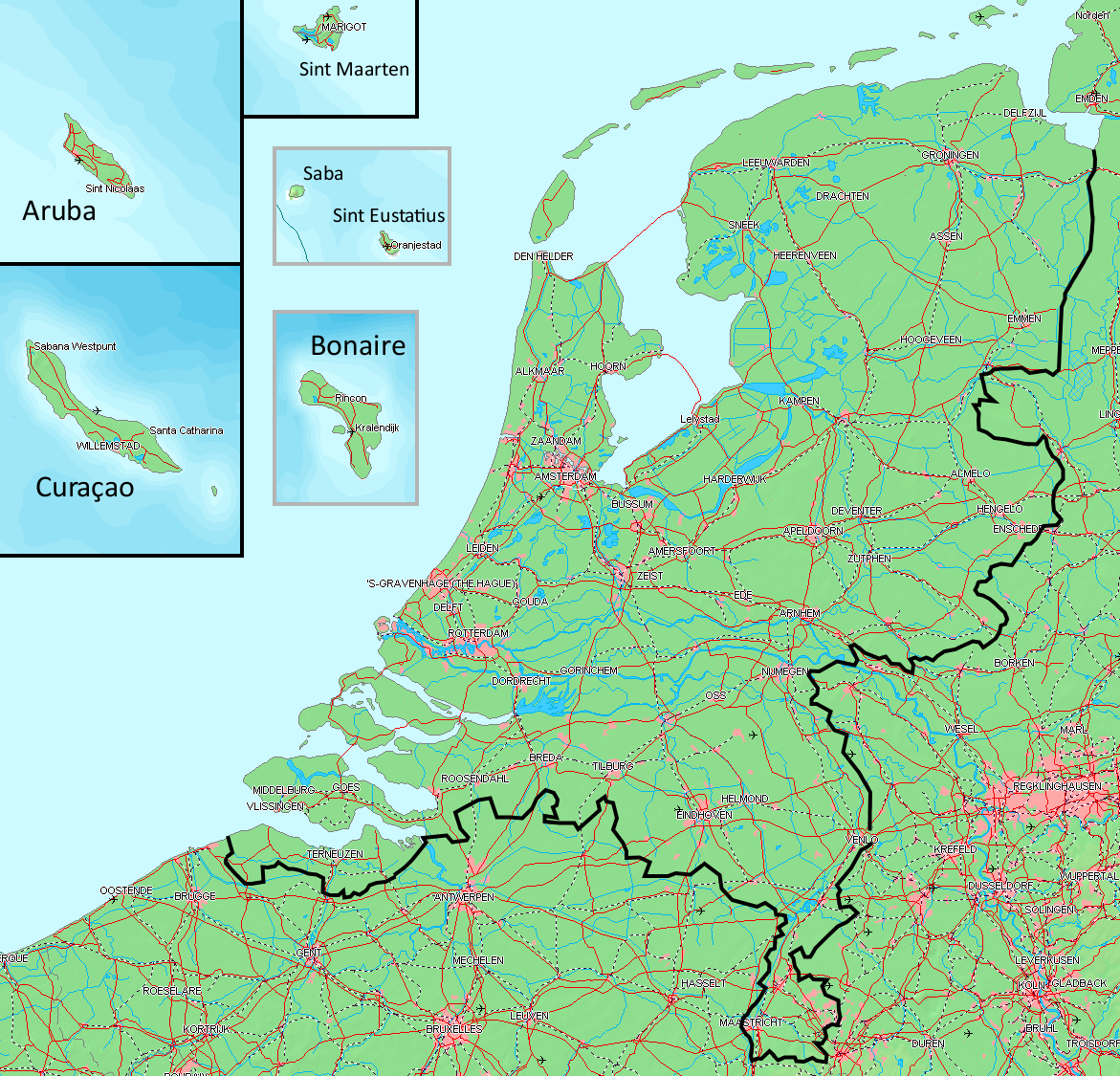
Karte mit den Ländern im selben Maßstab

| Teil des Königreichs | Teil des Königreichs                | Lage          | Bevölkerung       | Fläche     | Bevölkerungs- dichte | Währung               | Amtssprachen                         | weitere Sprachen        |
| -------------------- | ----------------------------------- | ------------- | ----------------- | ---------- | -------------------- | --------------------- | ------------------------------------ | ----------------------- |
| Niederlande          | Europees Nederland                  |               | 17.591.394 (2022) | 41.543 km² | 423 Ew/km²           | Euro (EUR)            | Niederländisch                       | Friesisch               |
| Niederlande          | Karibische Niederlande (BES-Inseln) | 26.805 (2021) | 322 km²           | 83 Ew/km²  | US-Dollar (USD)      | Niederländisch        | Englisch, Spanisch                   |                         |
| Aruba                | Aruba                               |               | 106.795 (2013)    | 180 km²    | 597 Ew/km²           | Aruba-Florin (AWG)    | Niederländisch, Papiamentu           | Spanisch, Englisch      |
| Curaçao              | Curaçao                             |               | 153.671 (2021)    | 444 km²    | 346 Ew/km²           | Antillen-Gulden (ANG) | Papiamentu, Niederländisch, Englisch | Spanisch                |
| Sint Maarten         | Sint Maarten                        |               | 40.614 (2018)     | 34 km²     | 1.195 Ew/km²         | Antillen-Gulden (ANG) | Niederländisch, Englisch             | Spanisch, lokales Kreol |

## Aufbau und Funktionsweise

### Organe

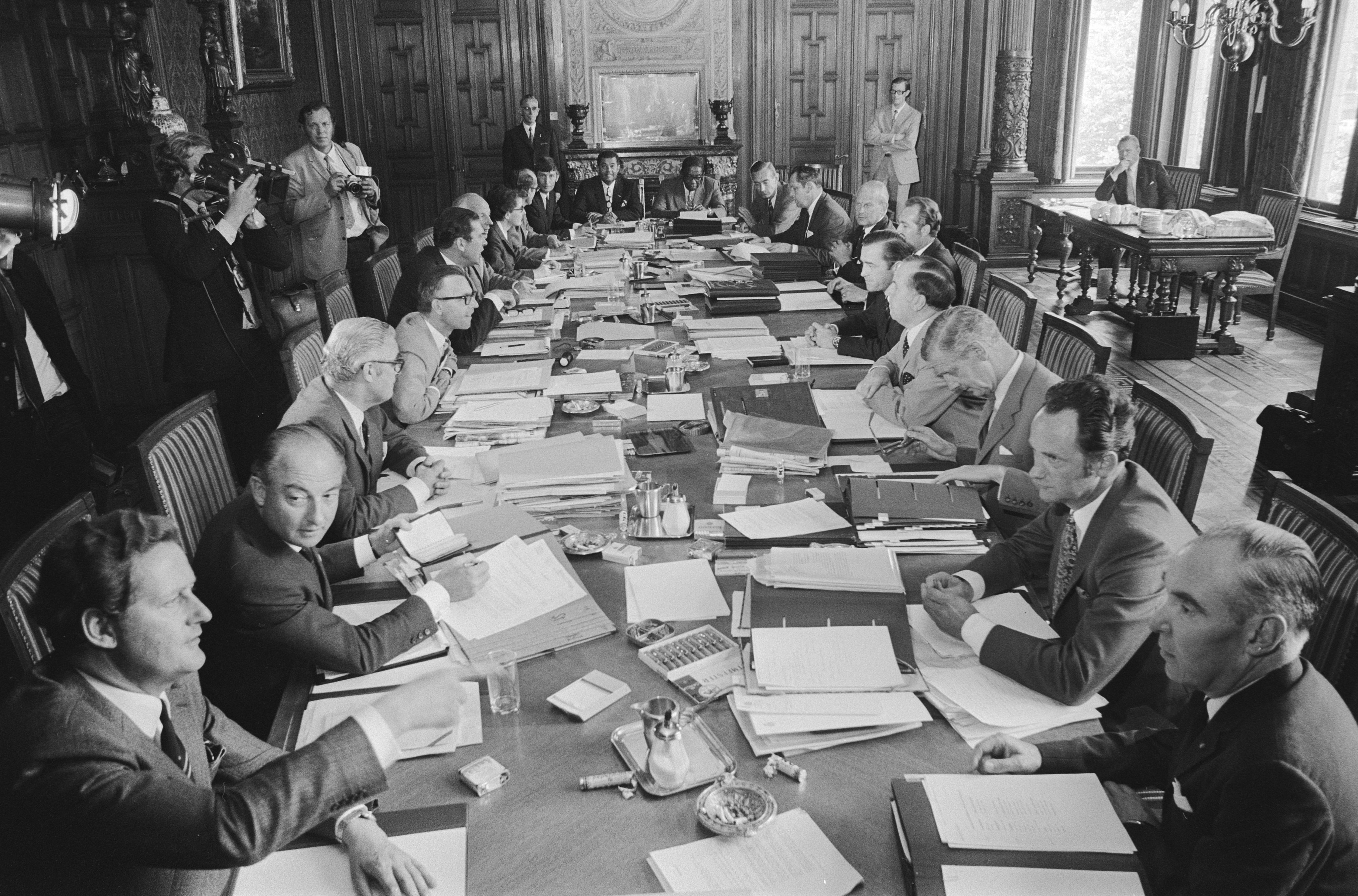
Eine Sitzung des Reichsministerrats im Juli 1971

Das Königreich ist eine völkerrechtliche Rechtsperson und hat kein eigenes Vermögen. Das Statut bestimmt, welche Organe das Königreich hat.
Der König ist Oberhaupt des Königreiches. Der König wird in Aruba, Curaçao und Sint Maarten jeweils von einem Gouverneur vertreten, der auf Vorschlag der jeweiligen Regierung vom Monarchen ernannt wird. Das Statut kennt als weitere Organe des Königreiches den Reichsministerrat, den Staatsrat des Königreiches und die gesetzgebende Macht des Königreiches. Bei diesen Organen handelt es sich jedoch um Organe der Niederlande: Das Organ wird entweder um Vertreter aus den übrigen Ländern erweitert, wie der Reichsministerrat, oder aber die übrigen Länder erhalten auf andere Weise eine Teilhabe.
Der Hohe Rat der Niederlande in Den Haag ist der Oberste Gerichtshof für die Niederlande. Aufgrund des Statuts ist der Hohe Rat ebenfalls ausgewiesen als der Oberste Gerichtshof jeweils für Aruba, Curaçao und Sint Maarten. Aruba, Curaçao, Sint Maarten und die Karibischen Niederlande haben davon abgesehen einen gemeinsamen Gerichtshof.
Die Struktur des Königreichs wurde manchmal mit föderalen Gebilden verglichen. Das Königreich verfügt jedoch über keine eigene Organisation, und die Machtverteilung zwischen den vier Ländern ist sehr ungleich. Allerdings kann das Statut nur geändert werden, wenn alle vier Länder zustimmen; ein Land kann den Reichsverband auch nicht einseitig verlassen. Auch im Bewusstsein der Niederländer ist der Gedanke an ein Königreich mit vier Ländern schwach ausgeprägt. Das Wort Reich findet sich sowohl in Bezeichnungen für das gesamte Königreich als auch für Institutionen nur in den Niederlanden.

### Angelegenheiten des Königreiches
Angelegenheiten des Königreiches sind die Handhabung der Unabhängigkeit, die auswärtigen Beziehungen, die Verteidigung, die gesetzliche Regelung der Staatsangehörigkeit, die gesetzliche Regelung der Ritterorden, die Flagge und das Wappen des Königreiches, die Nationalität von Schiffen, gesetzliche Bestimmungen bezüglich Seeschiffen, welche die Flagge des Königreiches führen (außer Segelschiffen), die Einbürgerung und Abschiebung von Niederländern und von Ausländern und die Auslieferung.
Die Sicherung der Menschenrechte und Grundfreiheiten, die Rechtssicherheit und die Tauglichkeit der Verwaltung sind ebenfalls Angelegenheiten des Königreiches. Andere Angelegenheiten können zur Angelegenheit des Königreiches erklärt werden.

### Reichsgesetze

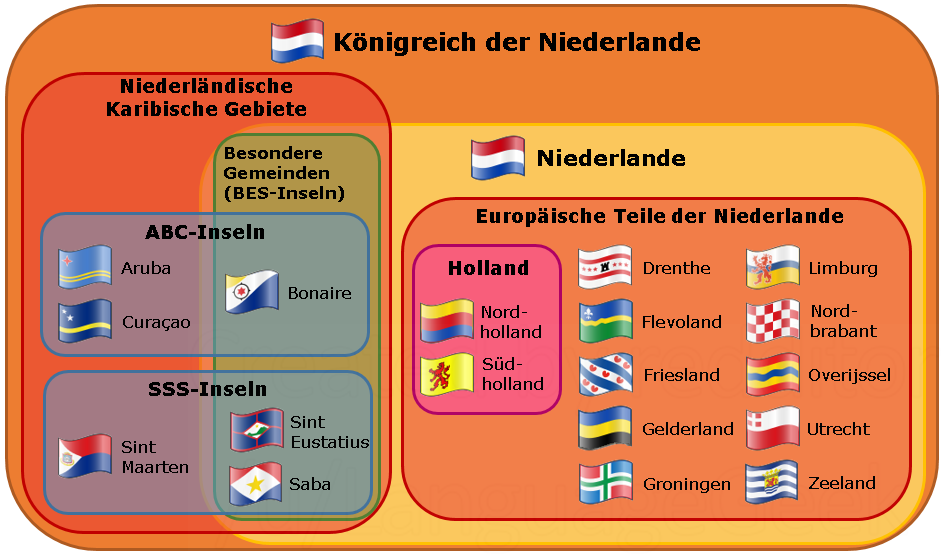
Euler-Diagramme

Wenn Gesetze über Angelegenheiten des Königreiches erlassen werden, ist der Gesetzgeber des Königreiches zuständig. Seine Gesetze werden „Reichsgesetze“ genannt (rijkswet). Ausnahme sind Angelegenheiten des Königreiches, die nur auf die Niederlande zutreffen. Laut Art. 10 und 14 des Statuts werden diese von den Niederlanden als Königreich der Niederlande abgehandelt, ohne die Prozeduren des Statuts zu befolgen.
Der Gesetzgeber des Königreiches besteht aus dem Reichsministerrat und den Generalstaaten, dem Parlament in Den Haag. Die Staten, die jeweiligen Volksvertretungen von Aruba, Curaçao und Sint Maarten, werden ebenfalls beteiligt. Die Staten können zwar kein Veto einlegen, aber die bevollmächtigten Minister von Aruba, Curaçao und Sint Maarten können im Reichsministerrat erklären, dass ihr Land ernsthaft durch einen vorliegenden Gesetzesentwurf benachteiligt werden würde. Das Gesetz kann dann nur verabschiedet werden, wenn darin bestimmt wird, dass es keine Anwendung im Lande des diesbezüglichen Ministers finden wird, es sei denn, die Einheit des Königreiches macht diese Ausnahmeposition nicht möglich.
Außerdem können die bevollmächtigten Minister und außerordentlichen Vertreter der jeweiligen Staaten bei der Verhandlung in den Generalstaaten Beschwerde einlegen. Beschließt die Zweite Kammer der Generalstaaten den Entwurf eines Reichsgesetzes trotz Einspruchs eines Bevollmächtigten Ministers mit weniger als drei Fünftel der Stimmen, wird die parlamentarische Behandlung unterbrochen für eine Behandlung des Gesetzentwurfs im Ministerrat.
Die Staatsregelungen von Aruba, Curaçao und Sint Maarten sowie die Verfassung der Niederlande sind dem Statut des Königreiches untergeordnet. Die niederländische Verfassung hat jedoch zuweilen auch Folgen für das gesamte Königreich, z. B. in der Regelung der Erbfolge des Königshauses. In diesen Fällen kann die niederländische Verfassung nur durch ein Reichsgesetz geändert werden. Ebenso können die Artikel der niederländischen Verfassung bezüglich der Menschenrechte nur durch ein Reichsgesetz geändert werden, da die Sicherung der Menschenrechte eine Angelegenheit des gesamten Königreiches ist.
Auch eine Änderung des Statuts des Königreiches an sich ist nur per Reichsgesetz möglich. Ein Reichsgesetz zur Änderung des Statuts ist jedoch nur möglich, nachdem erst in Aruba, Curaçao und Sint Maarten diese Änderung gesetzlich beschlossen worden ist.

## Internationale Zusammenarbeit und Verhältnis zur EU
Das Königreich der Niederlande ist Mitglied unter anderem in den folgenden internationalen Organisationen:
- Benelux
- Vereinte Nationen
- OSZE
- NATO
- OECD
- Europarat
- Europäische Union

Auch wenn stets das ganze Königreich Mitglied in einer Organisation ist, werden oftmals Länder des Königreiches von den jeweiligen Bestimmungen ausgenommen oder diese gelten dort nur eingeschränkt. Dies trifft oft auf die karibischen Länder zu, etwa in Bezug auf die EU. Formell ist das gesamte Königreich der Niederlande Mitglied der Europäischen Union. Tatsächlich gelten jedoch Aruba, Sint Maarten, Curaçao und – obwohl sie zum Land Niederlande gehören – die BES-Inseln als „Überseeische Länder und Hoheitsgebiete“ (overseas countries and territories) gemäß dem vierten Teil des Vertrags über die Arbeitsweise der Europäischen Union. In diesen Gebieten gelten nur einzelne Aspekte des Europarechts, und sie gehören gemäß Art. 3 Absatz 1 Zollkodex auch nicht zum Zollgebiet der Europäischen Union. Da jedoch das Staatsbürgerschaftsrecht eine Angelegenheit des ganzen Königreiches ist, sind die Bürger der überseeischen Königreichsteile dennoch Unionsbürger.